# Прапор Старовижівського району
Пра́пор Старови́жівського райо́ну затверджений 6 червня 2003 року сесією Старовижівської міської ради.

## Опис
Прапор району: прямокутне полотнище зі співвідношенням сторін 1:1. У жовтому колі зображений тетерук чорного забарвлення. Від древка прапор має вертикальну білу лиштву (ширина лиштви становить 3/10 ширини прапора) на якій три сині квітки льону.